# Cristești (Iași)
Cristești è un comune della Romania di 4 339 abitanti, ubicato nel distretto di Iași, nella regione storica della Moldavia.
Il comune è formato dall'unione di 3 villaggi: Cristești, Heresti e Homița.